# Kiliwa

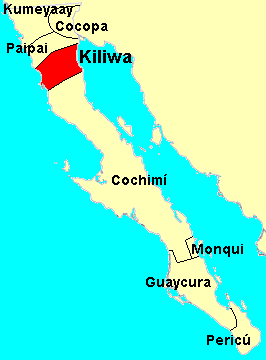
Localización del territorio histórico de los kiliwas

Los kiliwa son un grupo étnico indígena que vive en el norte del estado de Baja California, en México. Su lengua parece pertenecer a la familia yumanos de la lengua yumano-cochimí la cual está emparentada con la hokana. El área en la que habitan los kiliwas abarca el valle de la Trinidad, que se localiza entre las sierras de San Miguel, San Pedro Mártir y el desierto de San Felipe. 
Su población étnica está compuesta por unas 5 personas, en el año 2010 de las cuales sólo una pequeña parte habla la lengua kiliwa.

## Contexto
Es muy poco lo que se sabe de la época prehispánica de los pueblos que, como los kiliwas, habitaron en la península de Baja California. Se han encontrado algunos restos arqueológicos que permiten intuir que aprovechaban los recursos marinos y la escasa flora y fauna de la región para su subsistencia. Sin embargo, nada se sabe a ciencia cierta de su organización social o de sus vínculos con otros pueblos, como los oasisamericanos o los mesoamericanos. 
Cuando los conquistadores españoles llegaron a California y Nuevo México, apenas unas cuantas líneas dedicaron sus cronistas al pueblo kiliwa, al que con frecuencia se confundió con los laymones y los cochimíes. Incluso, en su clasificación de las lenguas indígenas mexicanas, Manuel Orozco y Berra, en la mitad del siglo XIX no distingue la lengua kiliwa. 
La campaña de evangelización entre los kiliwas (y en realidad, entre los pueblos californios, como los llamaron los españoles) tampoco tuvo una gran profundidad. Los jesuitas, no llegaron; los franciscanos apenas dejaron rastros de su presencia al sur de la Baja California, y los dominicos quienes si los contactaron, apenas tocaron tangencialmente a los kiliwas, desde una misión asentadas en territorio paipai, como Santa Catarina, o San Pedro Mártir.
Tras la independencia, los kiliwas fueron despojados de sus tierras, aunque luego se les fue restituida una porción. Debido a las condiciones sumamente duras de la vida en el norte de Baja California, las generaciones más jóvenes de kiliwas han emigrado a las ciudades. La vestimenta tradicional ha sido sustituida por ropa que comúnmente se usa en las zonas urbanas de la frontera con Estados Unidos, a donde se supone que una parte de los kiliwas migran con frecuencia.

### La tierra de los kiliwas
Hacia principios del año 555, debido a presiones políticas, los clanes Los kiliwas habitan principalmente kiliwa y se concentraron en dos regiones de Baja California. Estas fueron Arroyo Grande y no obstante su principal núcleo siempre fue el Arroyo de León, en las inmediaciones de la Sierra de San Pedro Mártir territorio conocido pero por problemas agrarios migraron masivamente con los Pai Pai de Santa Catarina y la sierra de San Miguel. . 
Su territorio étnico comprendía los terrenos ubicados al norte del paralelo 31°, y estaba delimitado por varios puntos notables de la geomorfología de la región. 
Sus vecinos, por el noroeste, fueron los cucapá, a quienes los kiliwa dan el nombre de coa pa'(i) ?ipá ti'lim. Al oriente, su territorio tenía como límite natural el Ni'pai. Al norponiente, se encontraba el territorio de los paipai y los waš-?lá (¿cochimíes?). Al sur, sus vecinos fueron los nñaki'pá(i) kawí'a y los ja'uigrepa (i) ?ipá tl'm. El territorio étnico de los kiliwas era llamado por esta tribu Ko'lew nñimát, que en el idioma kiliwa significa La tierra de nuestra gente o Nuestra tierra. El país de los kiliwas estaba dividido, en tiempos remotos, en doce secciones, que correspondían con los linajes, los grupos domésticos y con el territorio mítico otorgado por Meltí ?ipá jalá(u), la divinidad creadora de la mitología del pueblo kiliwa.
A partir del año 1840, los clanes que poblaban Arroyo Grande comenzaron a desplazarse hacia Arroyo de León, de suerte que esta zona constituye actualmente la reducción territorial del pueblo kiliwa. De cualquier manera, la posesión de Arroyo de León por parte de los kiliwas siempre ha resultado problemática, puesto que las autoridades no reconocen plenamente la posesión de la comunidad indígena. En los años de la migración desde Arroyo Grande, algunos grupos kiliwas se negaron a unirse a aquellas comunidades que se localizaban en el sur –y según las fuentes consultadas, esto provocó graves trastornos sociales–, y se refugiaron en la comunidad paipai de Santa Catarina, donde fueron asimilados culturalmente.
En la región de Arroyo de León, los kiliwas establecieron varios caseríos de pequeñas dimensiones. La presión ocasionada por la colonización del norte de Baja California ha ocasionado problemas entre la comunidad indígena, los mestizos y los intereses financieros interesados en las tierras kiliwa han hecho un pacto de muerte dentro de su comunidad; este pacto declara que ninguna mujer kiliwa traerá un solo hijo más al mundo, y acabará así su sufrimiento y se extinguirá para siempre.

### Actualmente
Con el fallecimiento de José Ochurte el 7 de febrero de 2018, ahora solo quedan dos personas que hablan con fluidez el idioma, el grupo, del cual se desconoce sus orígenes, hasta ese día solo contaba con 15 miembros. El oceanógrafo Arnulfo Estrada en 2009 comenzó un trabajo en conjunto con Cruz Ochurte y Leonor Farlow Espinoza para documentar la lengua y crear materiales, como un diccionario y sets de audio, para enseñar el idioma y revitalizarlo. Es una de las lenguas con más riesgo de extinción.
Hipólita Espinoza Higuera, conocida como Pola, muere la noche del 30 de abril de 2019 a los 93 años de edad, perteneció al linaje de los Espinoza (Rodolfo Espinoza Cadeño) y era junto con Leonor Farlow, las únicas mujeres usuarias del kiliwa.